# Prințul Mehmed
Prințul Mehmed (în turcă otomană شہزادہ محمد; n. 31 octombrie 1521, Constantinopol, Imperiul Otoman – d. 7 noiembrie 1543, Manisa, Turcia) a fost un prinț otoman (şehzade⁠(d)), fiul sultanului otoman Soliman Magnificul și al soției sale, Roxelana. Mehmed a avut o fiică, Hümaşah Sultan⁠(d), împreună cu consoarta sa, Esmehan Baharnaz Sultan.
Mehmed s-a născut într-o perioadă rece de toamnă la Paltul Topkapı din Istanbul. A fost fratele prinților Baiazid, Abdullah și Cihangir⁠(d), al sultanei Mihrimah și al viitorului sultan Selim al II-lea. Prințesa Raziye⁠(d), prințul Mustafa și prințul Murad⁠(d) au fost frații săi vitregi, născuți din alte mame.
La vârsta de opt ani, la 27 iunie 1530, are loc  ceremonia de circumcizie a lui Mehmed și ai fraților săi, Mustafa și Selim. Capitala sărbătorește timp de 15 zile, perioadă în care toate familiile pot pregăti băieții pentru această procedură, care începe de la vârsta de cinci ani.
Încă de la o vârstă fragedă, Mehmed este cuprins de arta și cultura otomană și învață până la 14 ani, 4 limbi străine: arabă, persană, latină și italiană. La vârsta de 15 ani își imprimă prima semnătură caligrafică (tughra) care va reprezenta identitatea sa în toate lucrările și documentele oficiale. Este pasionat de arta muzicii și de botanică și le cere părinților săi acordul de a-și proiecta propria grădină cu plante exotice în incinta curții palatului.
Deși, în mod normal, nu era moștenitor direct al tronului, Mehmed devine copilul favorit al lui Soliman, nu doar pentru că era cel mai inteligent dintre prinți, ci și datorită faptului că era primul fiu născut din soția sa legală, sultana Hürrem (Roxelana). Acest lucru l-a avantajat în 1542, atunci când a fost denumit de către tatăl său, noul guvernator al provinciei Manisa (singurul sangeac condus de prințul moștenitor tron). A fost pus în funcție în locul fratelui său, prințul Mustafa care era, cronologic, primul prinț moștenitor la tron. Decizia a fost luată din cauza conflictelor apărute între Mustafa și tatăl său. Cauzele conflictelor erau faptele și deciziile incorecte pe care Mustafa le săvârșea de unul singur, fără acordul tatălui său. Acest fapt exprima în opinia lui Soliman, o rebeliune a fiului său împotriva sa. Soliman începe să-și piardă tot mai mult încrederea în Mustafa, pe când încrederea în Mehmed creștea considerabil, luându-l pe acesta în majoritatea campaniilor militare. După instaurarea noului moștenitor al tronului în provincia Manisa, Mustafa este trimis să guverneze provincia Amasya, o altă provincie destul de mare, situată în partea estică a imperiului, dar fiind cea mai depărtată de capitală. Mustafa își pierde orice speranță referitoare la moștenirea tronului tatălui său.
La vârsta de 20 de ani, Mehmed își începe activitatea de guvernator al Manisei, perioada cea mai importantă din viața sa în care drumul spre tronul otoman era clar și bine clădit de părinții săi. În același timp, frații săi mai mici guvernau alte două provincii importante: Selim guverna Konya, iar Bayazid guverna Kütahya. 
În mod normal, sultana Hürrem trebuia să plece împreună cu Mehmed spre Manisa, dar aceasta rămâne la palat împreună cu Soliman, fapt care încalca regula impusă de predecesori („fiecare prinț, în momentul guvernării unui sangeac, este obligat să fie însoțit de mama sa, iar dacă prințul rămâne fără mamă, atunci o soră, ori o mamă vitregă trebuie să-l însoțească”).
Mehmed reușește să coordoneze provincia Manisa timp de doar un an (din 12 noiembrie 1542, până la 7 noiembrie 1543), deoarece este contaminat cu variolă, boală care îi aduce moartea după câteva săptămâni de luptă cu boala. Se presupune că moartea sa ar fi fost o capcană pusă intenționat, dar nu se știe exact cine este persoana care a dat acest ordin de a îl ucide. Mehmed este înhumat în Moscheea Șehzade din Istanbul.